# Kacem Kebier
Pour les articles homonymes, voir Kacem.
Kacem Kebier, né en 1944, est un homme politique algérien. Membre du Front de libération nationale, il fut député de la quatrième circonscription électorale de la wilaya d'Adrar.